# 4-я казачья дивизия (РККА)
4-я Донская казачья ордена Ленина Краснознаменная ордена Красной Звезды дивизия имени товарища Ворошилова— воинское соединение казачьих частей РККА.

## История создания
Сформирована 28 ноября 1918 года приказом командующего 10-й армии как 1-я Сводная кавалерийская дивизия. С 30 января 1919 года — отдельная кавалерийская дивизия 10-й армии. С 14 марта 1919 года — 4-я кавалерийская дивизия.
Первоначально дивизия входила в состав 10-й армии Южного фронта. В июне 1919 года передана в Конный корпус С. М. Будённого. С ноября 1919 года - в составе Первой Конной армии. Дивизия участвовала во многих важнейших сражениях Гражданской войны на Южном и Юго-Западном фронтах: обороне Царицына, в поражении дивизии генерала А. А. Голубицына под Прямой Балкой в июле 1919 года, в Воронежско-Касторненской, Ростово-Новочеркасской, Северо-Кавказской, Егорлыкской, Кубано-Новороссийской, Новоград-Волынской, Ровенской, Северно-Таврийской операциях. В начале 1921 года активно вела боевые действия против махновцев.
13 декабря 1920 года приказом РВСР № 2797/559 4-я кавдивизия переименована в 4-ю Петроградскую кавалерийскую дивизию.
21 апреля 1936 года приказом Народного комиссара обороны СССР № 061 переименована в 4-ю Донскую казачью Краснознаменную дивизию имени т. Ворошилова.

## Командиры
Командиры дивизии:
- Думенко Борис Мокеевич — с 28 ноября 1918 года по 24 марта 1919 года.
- Будённый Семён Михайлович — с 24 марта 1919 года по 6 августа 1919 года.
- Городовиков Ока Иванович — с 8 августа 1919 года по 25 апреля 1920 года.
- Косогов Иван Дмитриевич — с 25 апреля 1920 года по 1 мая 1920 года (врид).
- Коротчаев Дмитрий Дмитриевич — с 1 мая 1920 года по 18 июня 1920 года (врид).
- Литунов Федор Михайлович — с 18 июня 1920 года по 19 августа 1920 года (врид).
- Тюленев Иван Владимирович — с 20 августа 1920 года по 23 августа 1920 года (врид).
- Тимошенко Семён Константинович — с 23 августа 1920 года по 24 октября 1921 года.
- Апанасенко Иосиф Родионович — с 15 октября 1929 года по 15 ноябрь 1932 года.
- комбриг Жуков Георгий Константинович — с 26 марта 1933 года по 22 июля 1937 года.
- полковник, с 17 февраля 1938 года комбриг Музыченко Иван Николаевич — с 14 июля 1937 года по июль 1938 года.
- комбриг[2].,с 1940 года генерал-майор[3] Андрей Григорьевич Никитин — с апреля 1939 года по март 1941 года.
- полковник Алексей Ильич Муравьев — с 8 мая 1940 года по 16 июля 1940 года (врид).

Начальники штаба:
- Иван Дмитриевич Косогов — хх.08.1919 - хх.10.1921

Командиры бригад:
- Тюленев Иван Владимирович — 02.1920 - 03.1921

## Состав
Приказом НКО № 19 от 13.02.37 г. все части дивизии были переименованы в казачьи.
- 19-й кавалерийский Манычский Краснознаменный полк, с 13.02.37 — 19-й Донской казачий Манычский Краснознаменный полк
  - Командир — полковник Костенко Фёдор Яковлевич — с 13 сентября 1932 года по июнь 1937 года.
- 20-й кавалерийский Сальский Краснознаменный полк, с 13.02.37 — 20-й Донской казачий Сальский Краснознаменный полк
- 21-й кавалерийский Доно-Ставропольский полк, с 13.02.37 — 21-й Донской казачий Доно-Ставропольский полк
- 23-й кавалерийский Сталинградский полк, с 13.02.37 — 23-й Донской казачий Сталинградский полк
- 4-й механизированный полк, с 13.02.37 — 4-й Донской казачий механизированный полк
- 4-й конно-артиллерийский полк, с 13.02.37 — 4-й Донской казачий конно-артиллерийский полк
- 4-й отдельный эскадрон связи, с 13.02.37 — 4-й Донской казачий отдельный эскадрон связи
- 4-й отдельный саперный эскадрон, с 13.02.37 — 4-й Донской казачий отдельный саперный эскадрон

## Награды
- 1919 года — Почетное Революционное Красное знамя
- 1928 года — Почетное Революционное Красное знамя
- 1928 года —  Орден Красного Знамени
- 27 февраля 1935 года —  Орден Ленина  — награждена постановлением ЦИК СССР в ознаменование 15-летней годовщины 1 Конной армии, героически проявившей себя в гражданской войне рядом незабываемых побед на южном и других фронтах, и за особо выдающиеся заслуги отдельных её частей, бойцов, командиров и политработников как во времена гражданской войны, так и в деле боевой, политической и технической подготовки Красной Армии в период мирного строительства.
- 17 ноября 1939 года —  Орден Красной Звезды — награждена указом Президиума Верховного Совета СССР в ознаменование 20-й годовщины организации 1 Конной армии за боевые заслуги при защите Советского Союза и за успехи в боевой и политической подготовке.

## Награды частей дивизии
- 19 кавалерийский Маныческий Краснознамённый[5] полк.
- 20 кавалерийский Сальский Краснознамённый[5] полк